# دفتر خاطرات شاهدخت ۲: نامزدی سلطنتی
دفتر خاطرات شاهدخت ۲: نامزدی سلطنتی (به انگلیسی: The Princess Diaries) فیلمی محصول سال ۲۰۰۴ آمریکا به کارگردانی گری مارشال است. در این فیلم بازیگرانی همچون آن هاتاوی، هیتر ماتارازو، جان ریس-دیویس، هکتور الیزوندو، جولی اندروز، کریس پاین، کلوم بلو، ابیگیل برسلین، راون سایمون، کارولین گودال، لری میلر، جانی بلو، تام پوستون، اسپنسر برسلین، تریسی رینر، پال وگت، پال ویلیامز، آنا نیتریبکا ایفای نقش کرده‌اند.